# Universitetssjukhus
Universitetssjukhus är ett sjukhus som förutom sjukvård också bedriver medicinsk forskning och utbildning av olika yrkesgrupper inom sjukvård, exempelvis läkare och sjuksköterskor. 

## Sveriges universitetssjukhus
I Sverige finns, sedan universitetssjukhusen i Malmö och Lund bildat en gemensam enhet, sju universitetssjukhus. Varje universitetssjukhus innehar även rollen som regionsjukhus i en av de sex sjukvårdsregionerna. 
1. Akademiska sjukhuset, Uppsala
2. Karolinska universitetssjukhuset, Stockholm (Huddinge kommun och Solna kommun)
3. Norrlands universitetssjukhus, Umeå
4. Sahlgrenska Universitetssjukhuset, Göteborg
5. Skånes universitetssjukhus, som är en sammanslagning av de tidigare universitetssjukhusen i Malmö och Lund
6. Universitetssjukhuset i Linköping
7. Universitetssjukhuset Örebro

## Finlands universitetssjukhus
Finland är indelat i välfärdsområden, som är indelade i fem samarbetsområden för social- och hälsovården kopplade till respektive universitetssjukhus:
- Helsingforsregionens universitetscentralsjukhus
- Uleåborgs universitetssjukhus, Uleåborg
- Tammerfors universitetssjukhus, Tammerfors
- Kuopio universitetssjukhus, Kuopio
- Åbo universitetscentralsjukhus, Åbo